# Gronau, Hildesheim
Gronau là một đô thị ở huyện Hildesheim trong bang Niedersachsen, Đức. Đô thị Gronau, Hildesheim có diện tích 20,61 km², dân số thời điểm ngày 31 tháng 12 năm 2006 là 5487 người. Đô thị Gronau, Hildesheim nằm bên sông Leine, cự ly khoảng 15 km về phía tây nam của Hildesheim, và 35 km về phía nam của Hanover.
Gronau là thủ phủ của Samtgemeinde ("đô thị tập thể") Gronau.